# 阿爾薩河
阿爾薩河（烏克蘭語：Арса），是烏克蘭西南部的河流，屬於薩卡河的支流。該河發源自第二沃茲內森卡西北面，流經敖德薩州的博爾赫拉德區，河口處在布賈克中部附近，河道全長16公里。